# Île de l'Érevine
L'île de l'Érevine est une petite île française inhabitée située sur le territoire de la commune d'Ensuès-la-Redonne. 
L'île comporte une signalisation maritime : une marque cardinale Sud, et un feu blanc (6 scintillements puis un éclat long, toutes les 15 secondes), à une altitude de 28 mètres, portant à 10 milles marins.